# Privilegio de la Unión (1287)
Los dos Privilegios de la Unión otorgados por Alfonso III de Aragón a la Unión Aragonesa en 1287 codificaban una serie de prerrogativas exigidas por un grupo fundamentalmente nobiliar que se erigió en representantes del Reino de Aragón.

## Historia
El año 1286 los unionistas volvieron a plantear reivindicaciones, en la línea de las que lograron obtener de Pedro III, dirigidas esta vez a su hijo Alfonso. Comenzaron intentando buscar por cuenta propia una tregua con Francia y el papa, que había excomulgado a raíz de las Vísperas sicilianas al rey de Aragón, declarado una cruzada en su contra y ofrecido sus dominios a Carlos de Valois, que había iniciado la invasión de los condados catalanes. Para ello se conjuraron en Tarazona y Alfonso III, tras volver de Olorón de entrevistarse con el rey de Inglaterra, ordenó ejecutar a doce eminentes ciudadanos por considerarlos rebeldes. Tras ello se produjo una división entre los unionistas y los que se posicionaron a favor del rey, y comenzaron a organizarse en banderías y estallar conflictos armados, que afectaron principalmente a Zaragoza. Los unionistas aprovecharon la debilidad del rey para reclamar dos nuevos Privilegios de la Unión en 1287 por los que el rey debía jurar no aplicar castigos ni prender a los miembros de la Unión sin sentencia del Justicia y consejo de las Cortes. También se pedía que la convocatoria de Cortes fuera anual. Como garantía exigían la entrega de varias fortalezas a la unión y en el segundo privilegio se autorizaba a los súbditos a destronarle si no cumplía lo pactado. Se trataba de una imposición a un rey que se había denominado así antes de jurar los Fueros de Aragón, circunstancia que los unionistas alegaron en su favor y contra el monarca.
El Privilegio General de 1283 había permitido iniciar el desarrollo de las Cortes aragonesas y la participación de los estamentos en la política, mientras que los de 1287 supusieron una rémora para las relaciones entre el rey y los representantes estamentales. Además, estos acuerdos fueron escasamente llevados a la práctica. Sin embargo, la aquiescencia del monarca le permitió obtener el apoyo de los magnates aragoneses de la Unión para combatir la invasión del Ampurdán en 1288. Este apoyo al monarca continuó tras la muerte de Alfonso III, cuando hubieron de defender la frontera con Castilla de los ataques de Juan Núñez I de Lara y continuó en el reinado de Jaime II el Justo, a quien devolvieron los castillos otorgados en prenda por los privilegios obtenidos en 1287.
Los Privilegios de la Unión fueron confirmados en las Cortes de Zaragoza en 1347, en medio de una intensa confrontación entre el rey Pedro IV y los partidarios de la Unión. La Unión volvió a tomar las armas y fue finalmente derrotada en la Batalla de Épila, tras lo que el rey convocó unas nuevas Cortes de Aragón en las que los dos Privilegios de la Unión fueron derogados y se ordenó la requisa y destrucción de todas las copias existentes, salvándose solo las depositadas en el archivo arzobispal de Zaragoza y en el Monasterio de Poblet.